# Tremolo (zenei fogalom)
Ez a szócikk a tromolo-hatással, mint zenei fogalommal foglalkozik. Ha a hangszerrészre vagy kíváncsi nézd meg az alábbi lapot: Tremoló (hangszerrész)

Kottaírás

A tremolo (ol. jelentése: reszketés, remegtetés) egy hang, hangpár vagy akkord hangjainak gyors egymás utáni ismételgetését jelenti, a hangnak gyors egymásutánban való megszakítása vagy megerősítése. Emellett jelenti még, az egymástól szekundnál nagyobb távolságú két hang gyors, egyenletes váltakozását. Nem tévesztendő össze az ondeggiando technikával, mely a vonóshangszer-játéknál a vonó periodikus nyomásfokozása illetve -csökkentése útján előidézett hangerő hullámzást jelent.

## Keletkezése

Kottaírás két hang ismételgetése esetén

A tremolo kezdetleges használatával már a 16. század végén is találkozunk vokális, és instrumentális művekben egyaránt, így például Janequin program-chansonjaiban, illetve Gabrieli 1590-ben keletkezett Aria della Battaglia című művében is. Ezt, az egy hang többszöri ismétlését trillónak nevezték. Később a tremolo ennek értelmében azonos hang vibratóhoz hasonló hangerő-ingadozást jelentette.  A tremolo első konkrét használata Biagio Marini nevéhez köthető, aki 1617-ben használta először ezt a technikát hangfestő színezettel. Az Affetti musicali (Op. 1.) La Foscarina című tételében alkalmazta ezt a technikát: a vonósszólamoknak a "tremolo con l'arco", a harsonának és fagottnak a "tremolo col strumento", míg a continuónak a "metti il tremolo" írta ki egy bizonyos résznél. Később a tételhez - a tremolo alkalmazása miatt - egy alcímet is csatolt: Sonata a 3 con il tremolo. Mint drámai effektus Monteverdi használta a Tankréd és Klorinda párviadala c. művében (1624), egyben ez a tremolo használatának első, híres példája.

## Alkalmazása
Ez a technika a vonóshangszereken a leghatásosabb, leginkább ezeken a hangszereken alkalmazzák a legnagyobb számban. Zongorán is fokozza a hang súlyát és erejét, viszont az énekben hamar modorosságra vezet. Ami a két hang váltakozásából álló tremoló vonósokon való intonálását illeti: hegedű még könnyen játszik kvinttremolót egy húron; csellónál legfeljebb nagyterc, nagybőgőnél a nagy szekund érhető el. A dobpergés, a dobok és üstdobok egyik (gyakran alkalmazott) megszólaltatási módja, melyet a két dobverő gyors váltogatásával hoznak létre.
Ezen a kifejezésen még azt a elektronikus hangeffektet is érthetjük, ahol a következő hangok amplitúdója, és így a hangerősség is változik. A hatvanas években ez terjedt el, mint az elektromos gitárok „standard” hangja. Ma is állandóan használt effekteszköz a Vox vagy Fender erősítőkben.